# Premi de traducció Vidal Alcover
El Premi de Traducció Vidal Alcover és un guardó en llengua catalana en format premi-beca instituït per l'Ajuntament de Tarragona, en memòria de l'escriptor manacorí Jaume Vidal Alcover (1923-1991), establert a la ciutat, que forma part dels Premis Literaris Ciutat de Tarragona. Va ser convocat per primera vegada l'any 2000 i té una dotació de 12.000 €. Actualment, Edicions de 1984 es fa càrrec de publicar-lo.

## Guanyadors[2]
- 2000 - Miquel Desclot. Cançoner, de Francesco Petrarca. El 2003, l'editorial Proa va publicar el volum Cançoner. Tria de sonets, amb introducció de Rossend Arqués i Corominas. No va ser fins a 2016 que la mateixa editorial va editar el Cançoner complet, pel qual el traductor va obtenir el Premi Ciutat de Barcelona. Finalista: Xavier Farré Vidal. Antologia poètica, de Czeslaw Milosz. Editat amb el títol  Travessant fronteres. Antologia poètica 1945-2000, Proa, Barcelona, 2006.
- 2001 - Víctor Compta González. Cinc llibres, de François Rabelais. No editat, ja que Víctor Compta va morir al 2018 sense haver enllestit la seva traducció.

Finalista: Carles Prado i Fonts. Diari d'un boig i altres relats, de Lu Xun. Editat per edicions de 1984, Barcelona, 2007.
- 2002 -  Margarida Casacuberta i Rocarols. L'Oeuvre, d'Émile Zola. Editat amb el títol  L'obra, Proa, Barcelona, 2006.

Finalista: Ricard Ripoll Villanueva. Els Cants de Maldoror, Les poesies, Cartes, de Lautréamont (Ducasse). Editat per March editor amb el títol  Els cants de Maldoror. Poesies I i II, Vallbona de les Monges, 2005.
- 2003 - Núria Mirabet Cucala. De la meva vida, poesia i veritat, de J. W. Goethe. Editat per Montflorit edicions amb el títol  De la meva vida. Poesia i veritat. Volums I i II, Badalona, 2008

Finalista: Jordi Parramon i Blasco. Tragèdies selectes Arxivat 2020-11-27 a Wayback Machine., de Pierre Corneille. Editat per edicions de 1984, Barcelona, 2008.
- 2004 - Teresa Muñoz Lloret. Narracions, de Primo Levi. Editat amb el títol Contes, per edicions 62 dins la col·lecció Millors Obres de la Literatura Universal: s. XX, Barcelona, 2013.

Finalista: Josep M. Jaumà. Cinquanta poemes, de W. B. Yeats. Encara que el projecte inicial consistia a traduir 50 poemes, al final van ser 150, editats amb el títol Irlanda indòmita. 150 poemes de W. B. Yeats. Aquesta edició va obtenir, el 2016, la Menció especial del Premi Ciutat de Barcelona, el Premi Cavall Verd de l'AELC, el premi de la crítica Serra d'Or i va ser finalista del premi PEN Club.
- 2005 - Jaume Ortolà Font. Faust (primera part), de Goethe. Editat junt amb la segona part amb el títol Faust, per Riurau editors, Barcelona, 2009.
- 2006 - Antoni-Lluc Ferrer i Morro. Un hivern a Mallorca, de George Sand. Editat amb el títol Un hivern a Mallorca seguit de L'epistolari de la turista George Sand, per edicions de 1984, Barcelona, 2013.
- 2007 - Joaquim Gestí. Contes per a un any, de Luigi Pirandello. Editat per edicions de 1984, Barcelona, 2017.
- 2008 - Albert Nolla. Contes, de Ryūnosuke Akutagawa. Editat amb el títol  Rashômon i altres contes per edicions de 1984, Barcelona, 2016.
- 2009 - Jordi Mas López. Oku no hosomichi, de Matsuo Bashō. Editat amb el títol  L'estret camí de l'interior per edicions de 1984, Barcelona, 2012.
- 2010 - Anna Casassas. El sopar de cendra, de l'obra original La cena de le ceneri de Giordano Bruno. Editat per edicions de 1984, Barcelona, 2014.
- 2011-2012. Pau Vidal. I viceré, de Federico De Roberto.
- 2012-2013. Montserrat Camps Gaset. Hermes Trismegist. Escrits sagrats (Corpus Hermeticum).
- 2013-2014. Miquel Cabal Guarro. Petersburg, d'Andrei Beli. Editat per edicions de 1984, Barcelona, 2019.
- 2014-2015. Gabriel de la S.T. Sampol. Peregrinação de Fernão Mendes Pinto. Editat amb el títol  Peregrinació per edicions de 1984, Barcelona, 2018.
- 2015-2016. Xènia Dyakonova. Narracions, de Nikolav Leskov.
- 2016-2017. Judit Romeu. Els sofriments del príncep Sternenhoch, de Ladislav Klíma.
- 2017-2018. Lídia Álvarez Grifoll. Història dels abderitans, de Cristoph Martin Wieland.
- 2018- 2019. Eloi Creus. Les comèdies alades d'Aristòfanes: Els núvols, La pau i Els ocells. Editat amb el títol: Comèdies alades. La pau, Núvols, Els ocells d'Aristòfanes, per Edicions de 1984, Barcelona, 2004.
- 2019-2020. Pau Sabaté i Marquès. Poemes de Teòcrit.
- 2021 - Laia Malo. Fites I i II, de Marina Ivànova Tsvetàieva de Marina Tsvetàieva.[3]
- 2022 - Marina Laboreo Roig. projecte Tot Ubú d'Alfred Jarry[4]
- 2023 - Joan Antoni Cerrato[5]
- 2024 - Marc Donat i Balcells, per la traducció de La vida al Mississipí, de Mark Twain[6]
- 2025 - Mercè Ubach[7]